# Rudolfstetten-Friedlisberg
Rudolfstetten-Friedlisberg là một đô thị ở huyện Bremgarten, bang Aargau, Thụy Sĩ.